# Лучицкая, Ванда
Ванда Лучицкая или Ванда Лучицкая-Меллер, Ванда Меллер (пол. Wanda Łuczycka, Wanda Łuczycka-Meller, Wanda Meller; 2 июля 1907 — 3 июля 1996) — польская актриса театра, кино, радио и телевидения.

## Биография
Ванда Лучицкая родилась 2 июля 1907 г. в Юзефуве Люблинском. Дебютировала в театре в 1932 в Торуне. Актриса театров в Лодзи, Варшаве и Люблине. Выступала в спектаклях «театра телевидения» 1954–1984. Умерла 3 июля 1996 года в городе Констанцин-Езёрна. Похороненная на кладбище «Воинское Повонзки» в Варшаве.

## Избранная фильмография
- 1938 — Сигналы / Sygnały
- 1946 — В крестьянские руки / W chłopskie ręce
- 1953 — Трудная любовь / Trudna miłość
- 1953 — Целлюлоза / Celuloza
- 1954 — Карьера / Kariera
- 1957 — Сокровище капитана Мартенса / Skarb kapitana Martensa
- 1958 — Дезертир / Dezerter
- 1960 — Муж своей жены / Mąż swojej żony
- 1961 — Сегодня ночью погибнет город / Dziś w nocy umrze miasto
- 1962 — Прикосновение ночи / Dotknięcie nocy
- 1962 — Голос с того света / Głos z tamtego świata
- 1962 — Завтра премьера / Jutro premiera
- 1962 — Семья Милцареков / Rodzina Milcarków
- 1964 — Барбара и Ян / Barbara i Jan (только в 4-й серии)
- 1965 — Нелюбимая / Niekochana
- 1966 — Ад и небо / Piekło i niebo
- 1966 — Домашняя война / Wojna domowa (только в 8-й серии)
- 1971 — Беспокойный постоялец / Kłopotliwy gość
- 1972 — Капризы Лазаря / Kaprysy Łazarza
- 1972 — Стеклянный шар / Szklana kula
- 1973 — Дорога / Droga (только в 1-й серии)
- 1974 — Повышение / Awans
- 1974 — Самый важный день жизни / Najważniejszy dzień życia
- 1975 — Директора / Dyrektorzy
- 1975 — Ночи и дни / Noce i dnie
- 1977 — Солдаты свободы
- 1979 — Грезить во сне / Śnić we śnie
- 1986 — Предупреждения / Zmiennicy (только в 10-й серии)

## Признание
- 1973 — Награда «Комитета в дела радио и телевидение» 1-й степени за радио и телевизионное творчество.
- 1977 — Командорский крест Ордена Возрождения Польши.
- 1983 — Награда Министра культуры и искусства ПНР.